# Idiochelifer nigripalpus
Idiochelifer nigripalpus är en spindeldjursart som först beskrevs av Ewing 1911.  Idiochelifer nigripalpus ingår i släktet Idiochelifer och familjen tvåögonklokrypare. Inga underarter finns listade i Catalogue of Life.